# بالتازار هیدالگو د سیسنروس
بالتازار هیدالگو د سیسنروس ئی د لا توره (۱۷۵۶–۱۸۲۹) افسر نیروی دریایی اسپانیا در کارتاگنا بود. وی در نبرد کیپ سنت وینسنت و نبرد ترافالگار و در مقاومت اسپانیا در برابر حمله ناپلئون در سال ۱۸۰۸ شرکت داشت. او بعداً به عنوان نایب‌الملک در ریو د لا پلاتا منصوب شد و جایگزین سانتیاگو د لینیرس گردید. او حکومت دولتی خاویر د الیو را برهم زد و انقلاب چوکیساکا و انقلاب لاپاز را سرکوب نمود. مجلس کابیلدوی باز در انقلاب مه وی را از عنوان نایب‌الملک عزل کرد، اما او تلاش کرد تا به عنوان رئیس‌جمهور دولت جدید حکومتش را ادامه دهد و قدرت را حفظ کند. ناآرامی‌های مردمی در بوینس آیرس چنین اجازه‌ای نداد و بنابراین استعفا نمود. اندکی پس از آن به اسپانیا تبعید شد و در سال ۱۸۲۹ درگذشت.